# Blylodmyran
Blylodmyran este o arie protejată (arie specială de conservare — SAC, sit de importanță comunitară — SCI) din Suedia întinsă pe o suprafață de 138,5 ha, integral pe uscat.

## Localizare
Centrul sitului Blylodmyran este situat la coordonatele 64°55′54″N 20°27′04″E / 64.9316°N 20.451°E.

## Înființare
Situl Blylodmyran a fost declarat sit de importanță comunitară în ianuarie 1998 pentru a proteja 2 specii de plante și 1 specie de animale. Situl a fost protejat și ca arie specială de conservare în martie 2011.

## Biodiversitate
Situată în ecoregiunea boreală, aria protejată conține 6 habitate naturale: Păduri fino-scandinave bogate în ierburi cu Picea abies, Izvoare fino-scandinave și mlaștini produse de izvoare bogate în minerale, Ape stătătoare oligotrofe până la mezotrofe, cu vegetație de Littorelletea uniflorae și/sau de Isoëto-Nanojuncetea, Mlaștini alcaline, Taiga vestică, Mlaștini împădurite.
La baza desemnării sitului se află mai multe specii protejate:
- plante (2): Calypso bulbosa, papucul doamnei (Cypripedium calceolus)
- nevertebrate (1): Vertigo geyeri